# Флажолет (приём игры в музыке)

Обертоны

Флажоле́т (старофр. flageolet «маленькая флейта») — приём игры на струнных смычковых, щипковых инструментах и некоторых духовых инструментах, заключающийся в извлечении звука-обертона. Также флажолетом называется сам извлекаемый звук-обертон. На струнных инструментах исполняется путём частичного прижатия струны в точке деления её длины на два (высота звучания струны повышается на октаву), на 4 (2 октавы) и т. д.
Название приёма связано с тем, что извлекаемый с его помощью чуть глуховатый звук напоминает тембр флейты.
Различают натуральные и искусственные флажолеты. При исполнении натурального флажолета звучащий отрезок струны сверху ограничен верхним порожком, иначе говоря, используется вся длина открытой струны.
При искусственном флажолете струна зажимается на любом ладу, правой рукой защипывается струна и одновременно её касается один из пальцев той же руки (при игре на щипковом инструменте, например, гитаре). При игре медиатором на электрогитаре искусственный флажолет извлекается ударом медиатором таким образом, что струны слегка касается большой (при движении медиатора сверху вниз) или указательный (при движении снизу вверх) палец. Рука с медиатором находится при этом на определённом расстоянии от точки крепления струны (расстояние делит струну в определённой пропорции), в одном из нескольких положений, от которых зависит высота извлекаемого звука (фактически, интервал от ноты, соответствующей зажатому ладу грифа гитары).
На классической гитаре искусственный флажолет извлекается следующим образом: струна зажата на каком-то ладу, а правая рука находится над узловой точкой колебания. Двумя пальцами правой руки извлекается звук, а другой прикасается к узловой точке.
При игре на смычковых инструментах искусственный флажолет извлекается так: указательный палец левой руки зажимает струну в нужном месте, а мизинец левой же руки касается струны в узловой точке колебания (там, где у обертона амплитуда равна нулю).

На контрабасе при игре в позициях сольного грифа искусственный флажолет извлекается следующим образом: струна прижимается боковой частью большого пальца в нужном месте, а 1-й, 2-й, 3-й или 4-й пальцы касаются струны в нужном месте.

На гитаре можно извлечь флажолет положив лёгко палец на струну на 1-м, 5-м, 7-м, 12-м и на 19-м ладу. Если так же сыграть перед 1-м ладом, то можно извлечь грубый флажолет.